# La-Todin

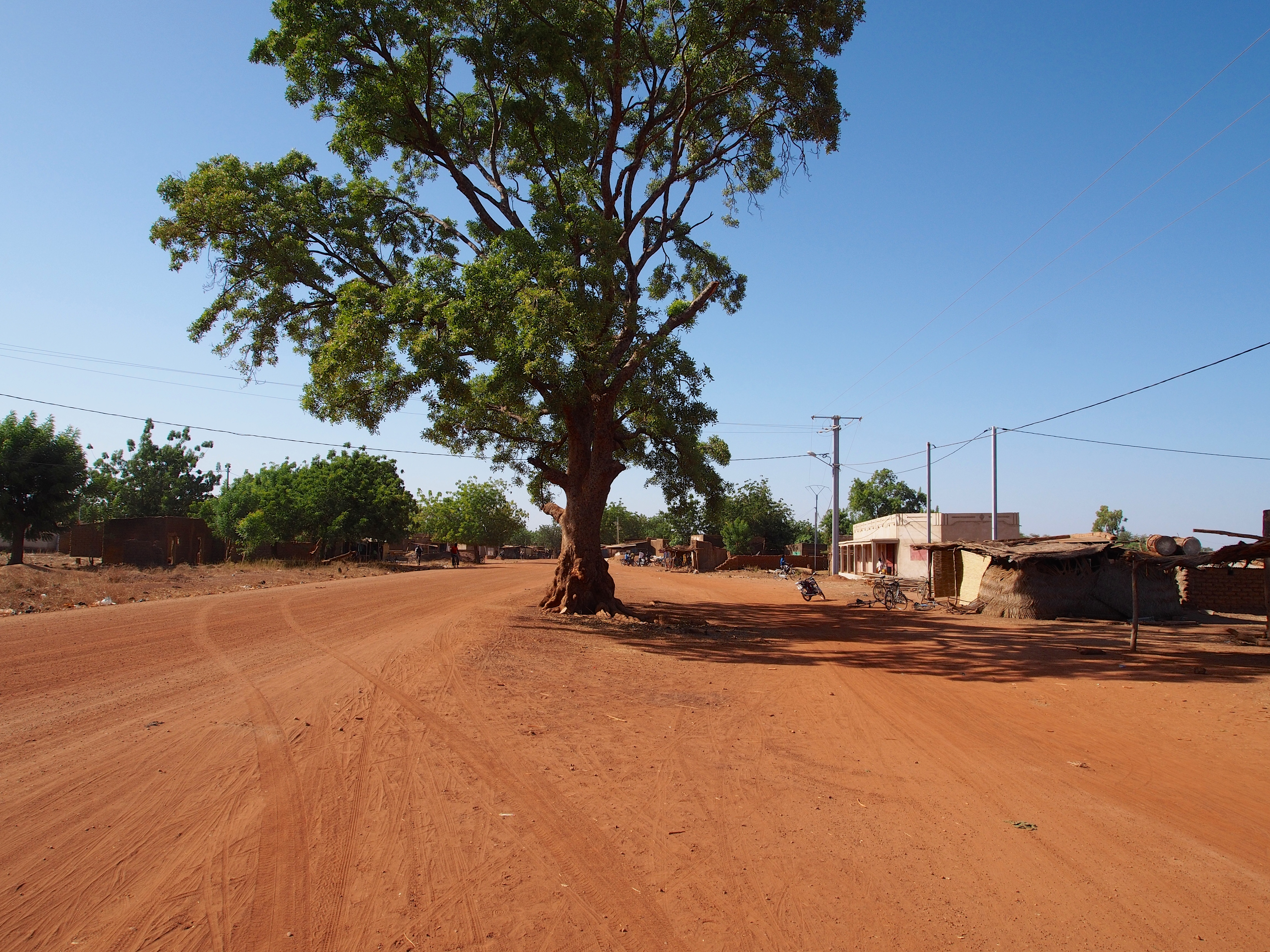

La-Todin (auch La Todin oder La Toden) ist ein Departement und zugleich eine dasselbe Gebiet umfassende Gemeinde (commune rurale) in der westafrikanischen Republik Burkina Faso. La-Todin liegt ungefähr 130 Kilometer nordwestlich der burkinischen Hauptstadt Ouagadougou.

## Bevölkerung
Bei der Volkszählung vom März 1998 wurden rund 7000 Einwohner im Ort und 25.000 im Departement La-Todin gezählt. In den vergangenen Jahren ist die Bevölkerung aber stark gewachsen, amtliche Schätzungen gehen von rund 9000 Einwohnern für den Hauptort im Jahr 2005 aus.

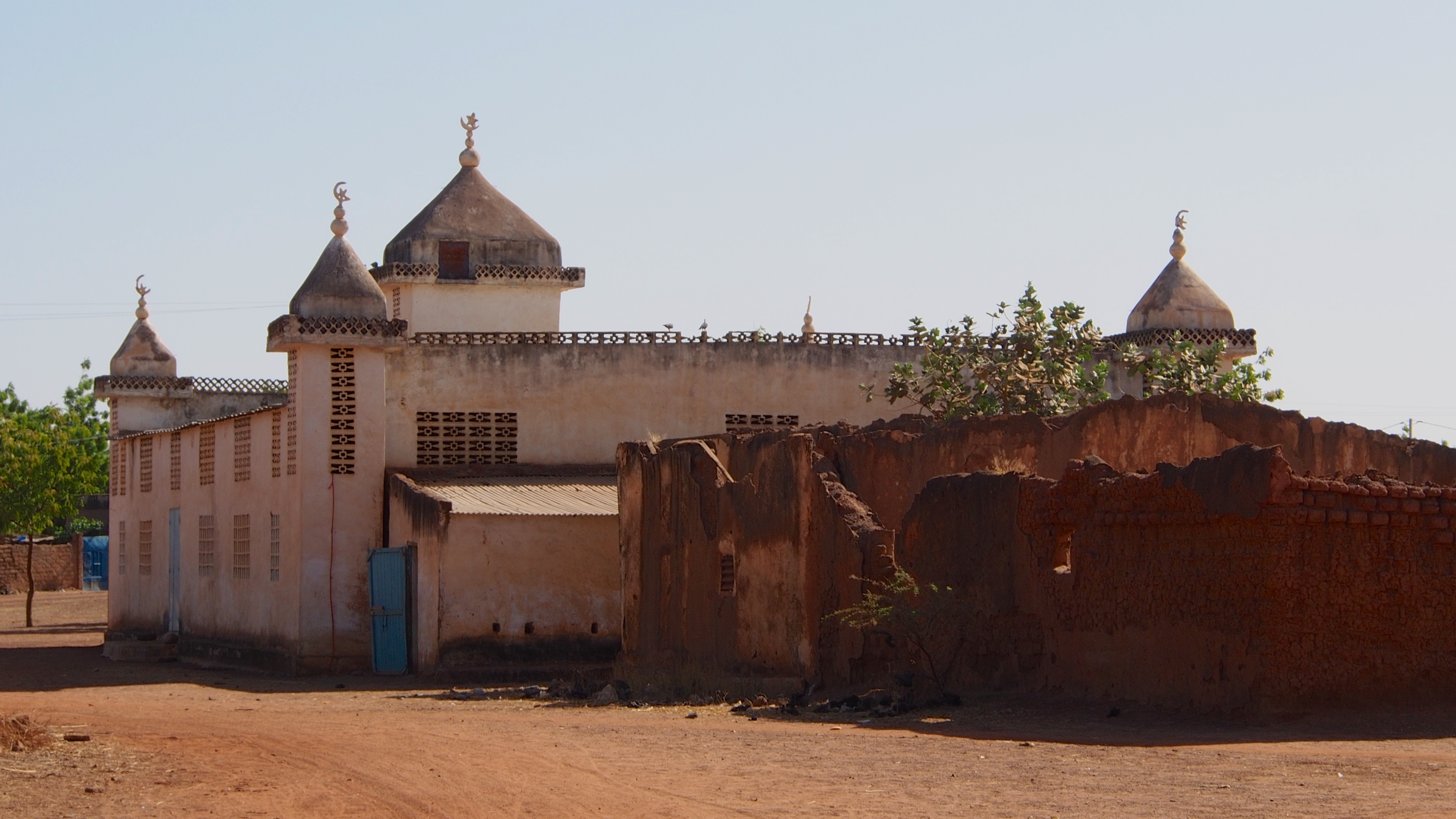
Moschee in La-Todin

Dieser starke Bevölkerungszuwachs in den vergangenen Jahren geht insbesondere auf die Rückkehr von Arbeitern zurück, die jahrelang auf Plantagen in der Elfenbeinküste arbeiteten und nach dem Ausbruch der Kriegswirren in der Elfenbeinküste ab September 2002 fliehen mussten.
La-Todin ist mehrheitlich von Mossi bewohnt, aber auch Angehörige weiterer Ethnien wie zum Beispiel der Fulbe haben sich in La-Todin und seiner Umgebung niedergelassen. Die Bevölkerung ist religiös sehr heterogen, es gibt sowohl katholische und protestantische Kirchen wie auch Moscheen in La-Todin.

## Wirtschaft

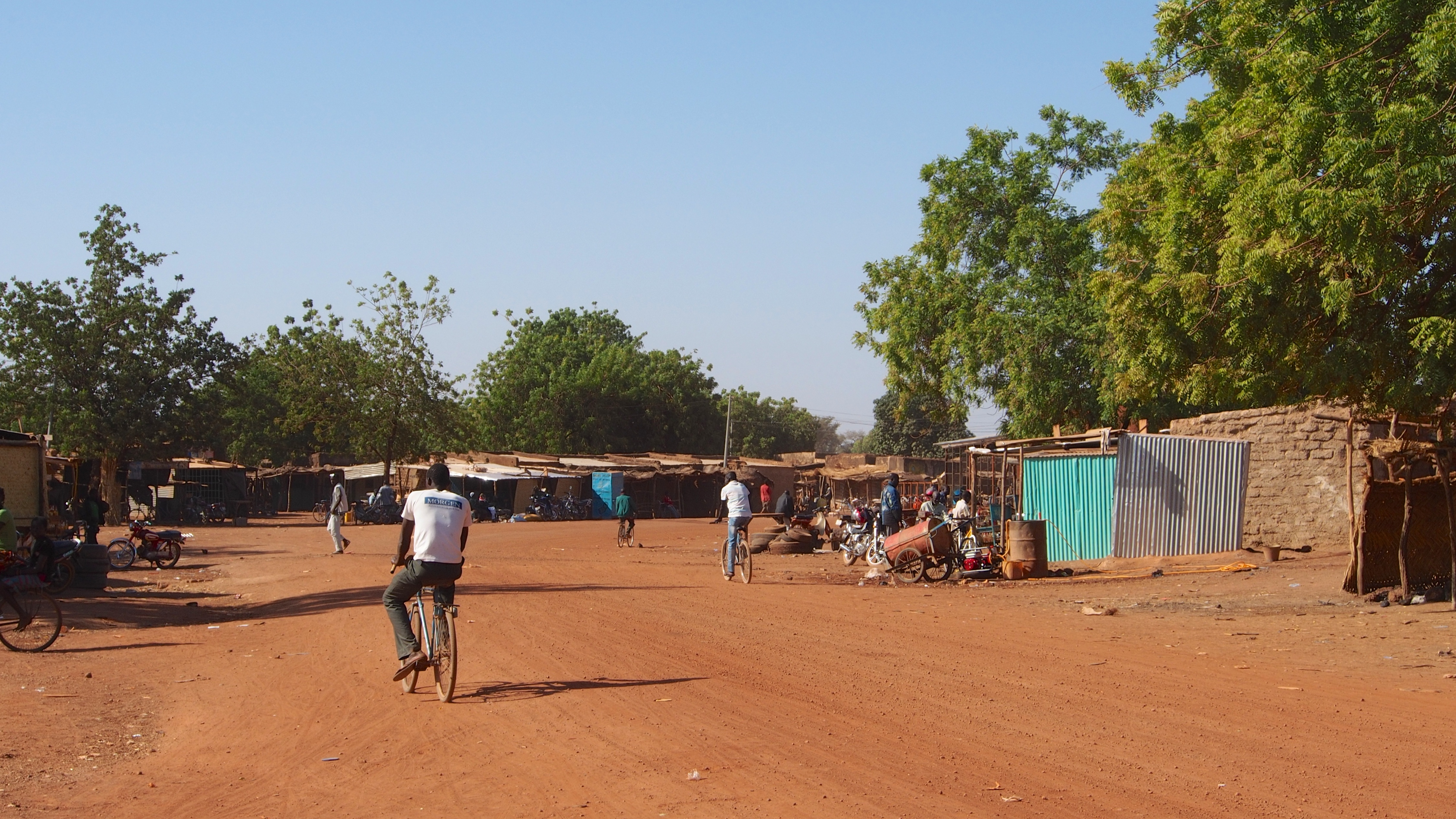
Zentrum von La-Todin, im Hintergrund der zentrale Markt

Der größte Teil der Bevölkerung lebt von der Subsistenzwirtschaft, als Grundnahrungsmittel wird meist Hirse angebaut. In La-Todin gibt es mehrere benzin- oder dieselbetriebene Getreidemühlen, die Hirse für den täglichen Bedarf wird jedoch meist von Hand gemahlen, beziehungsweise in traditionellen Mörsern gestampft. Weitere landwirtschaftliche Erzeugnisse sind Mais, Karité und etwas Fleisch, zunehmend aber auch Baumwolle, die im Gegensatz zu den anderen landwirtschaftlichen Erzeugnissen nicht zur Deckung des eigenen Bedarfs, sondern zum Verkauf produziert wird.
Im Zentrum La-Todins findet man einen Kiosk, einen Krämerladen, ein Straßencafé sowie ein kleines Restaurant. Güter für den täglichen Bedarf sowie Nahrungsmittel sind auf dem zwei Mal wöchentlich stattfindenden Markt erhältlich.

## Infrastruktur
Als Departementshauptort verfügt La-Todin über eine Präfektur, eine Sanitätsstation, eine kleine Geburtsklinik und einen Polizeiposten. Lange Zeit gab es kein fließendes Wasser oder Strom. Die Gesundheitseinrichtungen, die Polizeistation, die Präfektur und der Dorfplatz verfügen seit Mitte der 90er Jahre über eine elektrische Beleuchtung, welche mit durch Solarzellen gespeisten Akkus betrieben wird. Im Oktober 2012 wurde La-Todin ans zentrale Stromnetz von Burkina Faso angeschlossen.
Verursacht durch schwache Regen in den 1990er Jahren senkte sich der Grundwasserspiegel in der Region um La-Todin markant ab. Zur Entschärfung der drohenden Wasserknappheit wurde Ende der 1990er Jahre ein kleiner Stausee angelegt, womit die Versorgung mit Wasser heute gewährleistet ist. Dank zahlreichen Pumpen ist sauberes Trinkwasser in den meisten Quartieren La-Todins verfügbar, wenn auch Fußmärsche von bis zu zwanzig Minuten bis zur Pumpe für viele Bewohner La-Todins immer noch eine tägliche Realität darstellen.

## Verwaltung

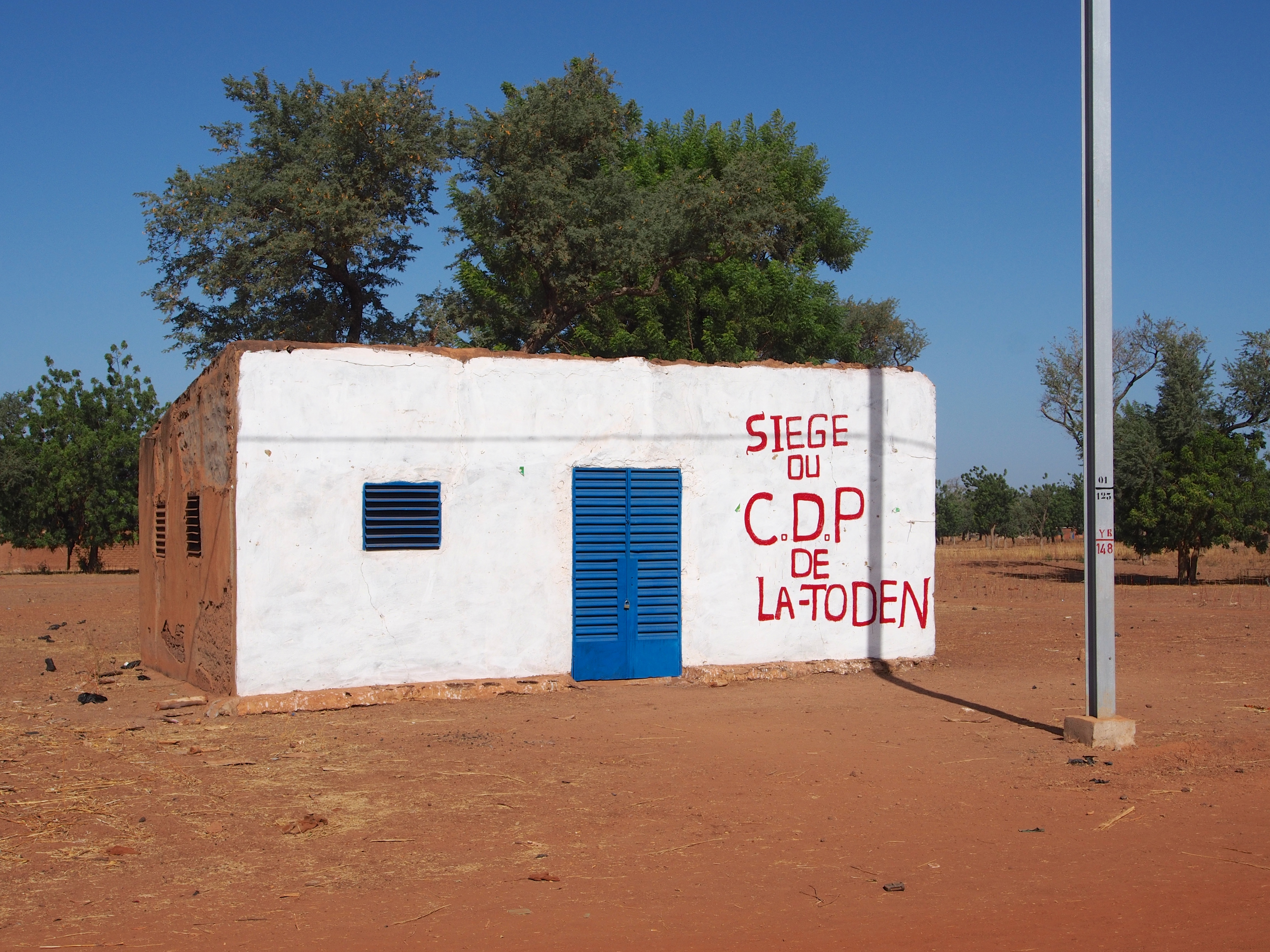
Parteizentrale des CDP in La-Todin

Vor 2006 wurde La-Todin direkt durch den Präfekten des Departements La-Todin verwaltet. Seit den Gemeindewahlen vom 22. Juli 2006 verfügt La-Todin über eigene Behörden, bestehend aus 33 Gemeinderäten und einem Bürgermeister. 24 Gemeinderäte gehören dem in Burkina Faso regierenden Congrès pour la démocratie et le progrès (CDP) an, acht dem Réveil Démocratique des Masses (RDM) und einer dem sozialistisch/sankaristischen UNIR/MS.

## Ausbildungsstätten

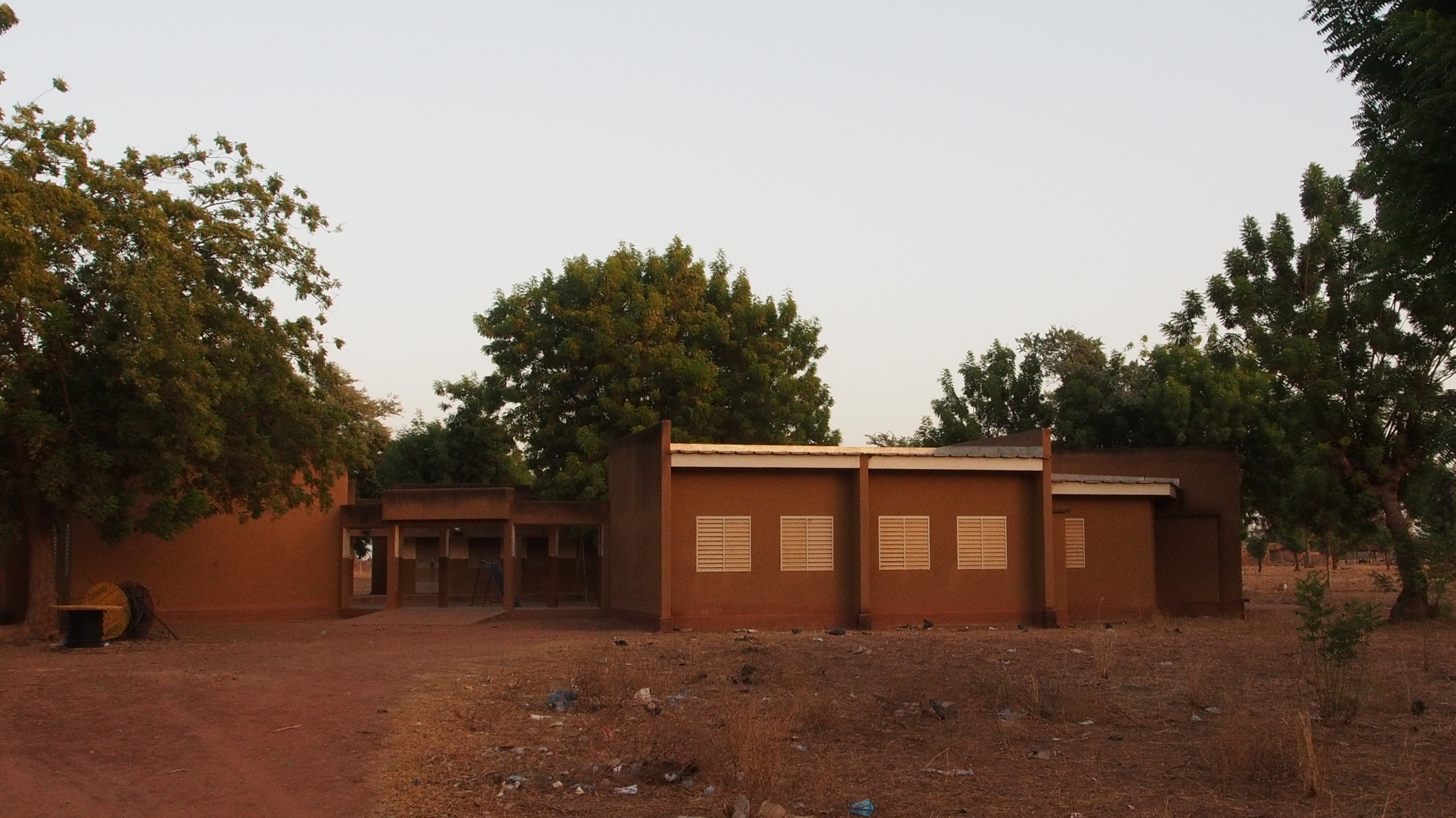
Der Kindergarten von La-Todin

In La-Todin gibt es Schulen für alle Altersstufen, darunter auch einen Kindergarten mit einer maximalen Kapazität von 90 Kindern sowie ein Gymnasium. Die Einschulungsquote liegt bei rund 50 %.

## Verkehr
La-Todin ist über die gut ausgebaute Nationalstraße N2 bis Yako, Provinzhauptort der Provinz Passoré, erreichbar. Von Yako aus sind es dann nur noch 24 Kilometer auf der Landstraße R21 (Buschpiste, ganzjährig befahrbar) in westlicher Richtung. Täglich fahren Busse und kleinere Buschtaxis direkt von Ouagadougou nach La-Todin (v. a. „Air La Todin“ und „Air Passoré“, aber auch größere Busunternehmen machen mittlerweile Halt in La-Todin).